# Oţāqvar (ort i Iran)
Oţāqvar (persiska: اطاق ور) är en ort i Iran.   Den ligger i provinsen Gilan, i den norra delen av landet, 200 km nordväst om huvudstaden Teheran. Oţāqvar ligger 51 meter över havet och antalet invånare är 1 404.
Terrängen runt Oţāqvar är kuperad västerut, men österut är den platt.Runt Oţāqvar är det ganska tätbefolkat, med 134 invånare per kvadratkilometer. Närmaste större samhälle är Lāhījān, 14,6 km nordväst om Oţāqvar. I omgivningarna runt Oţāqvar växer i huvudsak blandskog.